# 요한네 곤티에르
요한네 곤티에르(Johanne Gonthier, 1954년 11월 3일, 퀘벡 몬트리올 출생)는 캐나다의 정치인이다. 그녀는 현재 퀘벡의 국회의원으로서 에스트리 지역의 메간틱-콤튼 선거에 출마하고 있다. 그녀는 1983년부터 2003년까지 같은 승마 선수로 당선된, 전 퀘벡 국회의원 매들린 벨랑거의 딸이다. 그녀는 퀘벡 자유당을 대표한다.
곤티에르는 홍보 및 마케팅 분야에서 20년간 근무했으며 2003년부터 샹브레 드 라 레지옹 드 메간틱(락-메간틱 지역 상공회의소)의 이사를 역임했다. 그녀는 2007년 선거에서 근소한 차이로 당선되어 현재 클로드 베샤르가 맡고 있는 천연자원 및 야생동물부 장관을 역임했다. 그녀는 2008년에 재선되었고 2009년부터 2012년까지 고용부 장관 비서관을 역임하게 되었다. 하지만 그녀는 2012년 재선에 출마하지 않았다.